# 雪柳あうこ
雪柳 あうこ（ゆきやなぎ あうこ、1981年 - ）は、日本の詩人。日本現代詩人会会員。全日本児童音楽協会作詞会員。

## 経歴
小説執筆等を経て2019年より詩作を開始し、月刊「詩と思想」や日本現代詩人会投稿欄などに作品を投稿する。2020年詩と思想新人賞を受賞し、2021年第一詩集を出版。2023年より女性詩人たちによる詩誌「LaVague」を主宰する。2024年には日本現代詩人会投稿欄選者を務めている。

## 書籍
- 「追伸、この先の地平より」(土曜美術社出版、 詩と思想新人賞叢書 、2021年11月)
- 「骨を撒く海にて、草々」(思潮社、2024年11月)

## 受賞等

### 詩作品
受賞
- 第4回 永瀬清子現代詩賞 - 入選「花の後先」
- 第5回 永瀬清子現代詩賞 - 受賞「死の意思」
- 第29回 詩と思想新人賞「筆跡」
- 第22回 白鳥省吾賞 - 審査員奨励賞「ことば」
- 第23回 白鳥省吾賞 - 優秀賞「10月の桜」
- 第37回 国民文化祭 美ら島おきなわ文化祭2022「詩の祭典」 - 文部科学大臣賞「海際で」

ノミネート
- 第72回 H氏賞「追伸、この先の地平より」
- 第32回 日本詩人クラブ新人賞「追伸、この先の地平より」
- 第73回 H氏賞「骨を撒く海にて、草々」

### 小説作品
- 第28回 ゆきのまち幻想文学賞 - 入選
- 第15回 深大寺恋物語短編小説 - 調布市長賞
- 第6回 西の正倉院みさと文学賞 - 審査員特別賞「夢のまた夢の」

### コラボレーション作品
- 一般社団法人全日本児童音楽協会 第4回新しい子どものうた作詞コンクール - チューリップ賞（最優秀賞）「秋のてのひら」